# Војвођански фронт
Војвођански фронт (скраћено ВФ) је била политичка коалиција и посланичка група у Скупштини Аутономне Покрајине Војводине. Вође посланичке групе били су Саша Шућуровић, са Александром Оџићем као замеником. Била је сепаратистичка покрајинска посланичка група која се залагала за већу аутономију Војводине у Србији.
Основан је као политичка коалиција 2019. између Лиге социјалдемократа Војводине, Војвођанске партије и Демократског савеза Хрвата у Војводини (ДСХВ), ВФ је касније постао члан општенародне коалиције Уједињена демократска Србија, у којој су биле и странке као што су Србија 21, Грађански демократски форум и Странка модерне Србије. На парламентарним изборима 2020. ВФ није успео да пређе изборни цензус од 3 одсто, изгубивши све посланичке мандате у Народној скупштини Србије, али је на покрајинским изборима освојила 6 мандата. Није учествовао на парламентарним изборима 2022, него уместо тога подржао коалицију ДСХВ—Заједно за Војводину.
Иако је опозиција Српској напредној странци (СНС) на покрајинском нивоу, ВФ је до 2023. био део локалне власти у Новом Саду, коју је предводи СНС. Безуспешно је водио кампању о давању статуса „Војвођанима” за попис становништва 2022. у Србији.

## Идеологија и платформа
ВФ је био покренут као коалиција присталица војвођанског аутономаштва, у којој су били и они који су подржавали федерализацију Србије. ВФ се залаже да се Војводини врате аутономна права како је записано у Уставу Југославије из 1974. Ненад Чанак је напоменуо и да ће ВФ подржати приступање Србије Европској унији, децентрализацију унутар Србије и антифашизам. Такође се залаже за даљи секуларизам.
У кампањи за изборе 2020. ВФ је навела да Влада треба да игра улогу у помоћи произвођачима поврћа и критиковала је поступке власти према пољопривредницима у Бачкој Паланци. Такође је позвао Владу да помогне предузетницима, власницима малих предузећа и пољопривредним произвођачима током ванредног стања које је проглашено због пандемије ковида 19.

## Чланови
| Назив | Назив                                 | Вођа            | Главна идеологија       | Политичка позиција | Скупштина АП Војводине | Народна скупштина |
| ----- | ------------------------------------- | --------------- | ----------------------- | ------------------ | ---------------------- | ----------------- |
|       | Лига социјалдемократа Војводине (ЛСВ) | Бојан Костреш   | војвођански аутономизам | леви центар        | 5 / 120                | 0 / 250           |
|       | Војвођанска партија (ВП)              | Александар Оџић | војвођански аутономизам | леви центар        | 1 / 120                | 0 / 250           |

### Бивши чланови
| Назив | Назив                                       | Вођа              | Главна идеологија          | Политичка позиција         | Народна скупштина | Скупштина АП Војводине |
| ----- | ------------------------------------------- | ----------------- | -------------------------- | -------------------------- | ----------------- | ---------------------- |
|       | Демократски савез Хрвата у Војводини (ДСХВ) | Томислав Жигманов | интереси хрватске мањине   | интереси хрватске мањине   | 1 / 250           | 0 / 120                |
|       | Заједно за Војводину (ЗЗВ)                  | Олена Папуга      | интереси русинске мањине   | леви центар                | 1 / 250           | 0 / 120                |
|       | Црногорска партија (ЦП)                     | Мило Милојко      | интереси црногорске мањине | интереси црногорске мањине | 0 / 250           | 0 / 120                |
|       | Демократски блок (ДБ)                       | Миљана Јовановић  | интереси ромске мањине     | интереси ромске мањине     | 0 / 250           | 0 / 120                |

## Резултати на изборима

### Парламентарни избори
| Година | Вођа        | Вођа    | Гласови         | % од важећих    | #               | Мандати | Промена | Коалиција | Статус           | Реф.  |
| Година | Назив       | Странка | Гласови         | % од важећих    | #               | Мандати | Промена | Коалиција | Статус           | Реф.  |
| ------ | ----------- | ------- | --------------- | --------------- | --------------- | ------- | ------- | --------- | ---------------- | ----- |
| 2020.  | Ненад Чанак | ЛСВ     | 30.591          | 0,99%           | 13.             | 0 / 250 | 5       | УДС       | ванпарламентарна | [ 9 ] |
| 2022.  | Ненад Чанак | ЛСВ     | није учествовао | није учествовао | није учествовао | 0 / 250 | 0       | —         | ванпарламентарна | —     |

### Покрајински избори
| Година | Вођа        | Вођа    | Гласови | % од важећих | #  | Мандати | Промена | Статус    | Реф.   |
| Година | Назив       | Странка | Гласови | % од важећих | #  | Мандати | Промена | Статус    | Реф.   |
| ------ | ----------- | ------- | ------- | ------------ | -- | ------- | ------- | --------- | ------ |
| 2020.  | Ненад Чанак | ЛСВ     | 41.455  | 5,12%        | 4. | 6 / 120 | 3       | опозиција | [ 13 ] |